# St. Bartholomäi (Altenburg)

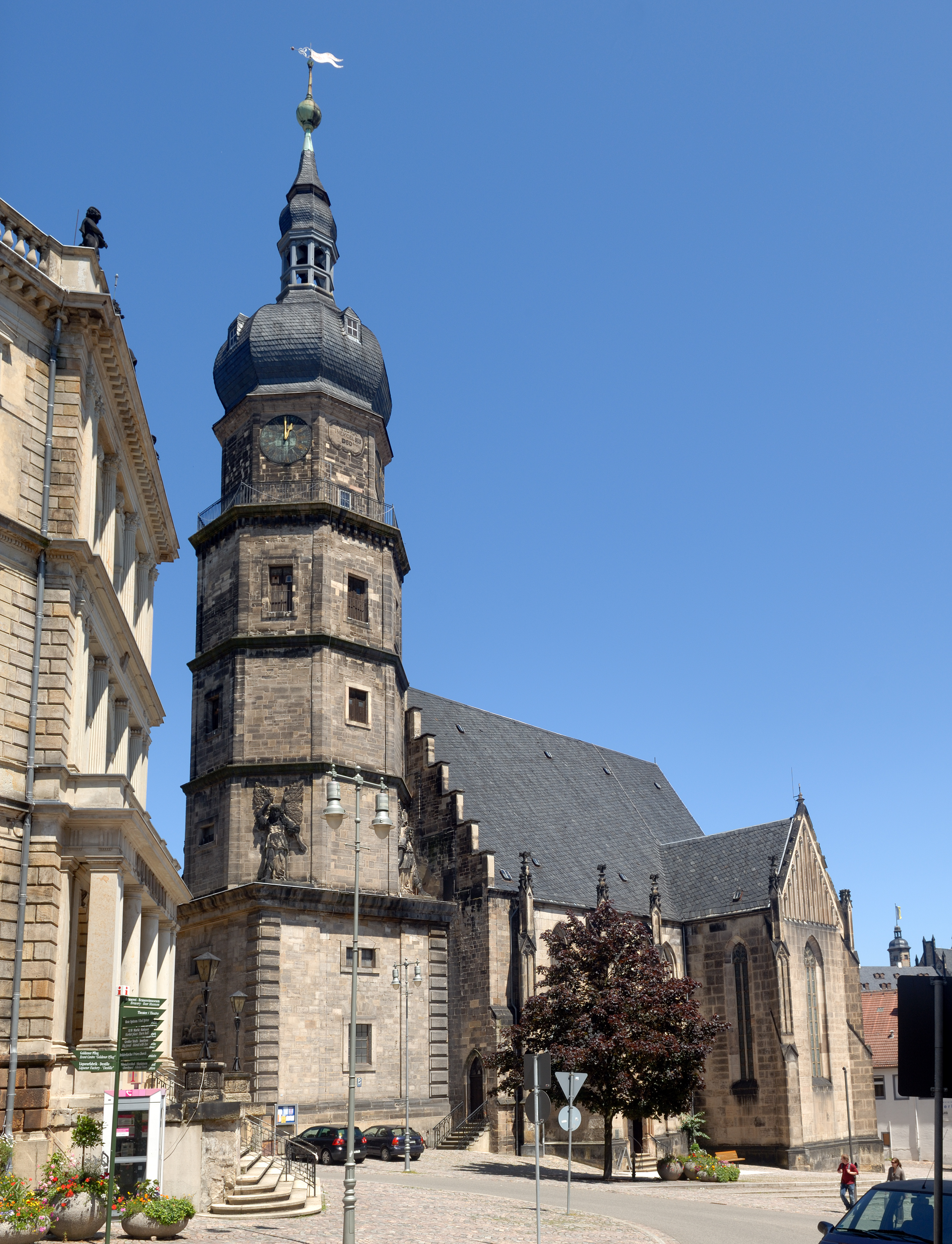
Ansicht von Westen

St. Bartholomäi ist die evangelische Stadtkirche von Altenburg in Thüringen. Die gotische Hallenkirche wurde 2011 von bundesweit insgesamt 22 Stätten der Reformation neben sechs weiteren in Thüringen mit dem Europäischen Kulturerbe-Siegel ausgezeichnet.

## Geschichte
Die Anfänge von Altenburg liegen im Bereich des heutigen Brühls mit seinem dreieckigen Straßenmarkt und der Kirche St. Bartholomäi. Der Vorgängerbau, eine romanische Basilika, eine Saalkirche mit eingezogenem quadratischem Chor, halbrunder Apsis und einem Westquerturm, wurde erstmals 1215 erwähnt.
Die Missionierung der Sorben in der Umgebung des späteren Altenburg begann um 950 von Zeitz aus durch den Benediktinermönch Boso von Merseburg aus dem Kloster Sankt Emmeram bei Regensburg. In einer Urkunde von 976 ist vermerkt, dass Kaiser Otto II. Altenburg dem Bistum Zeitz schenkte. Die Lage an der Reichsstraße, die von Niedersachsen über Halle und Leipzig nach Böhmen führte, begünstigte die Entwicklung von Altenburg. Unter Kaiser Lothar III. errichteten Kaufleute eine Pfarrkirche auf einem Felssporn oberhalb des Marktes. Zu ihrem Schutzpatron wählten sie den Apostel Bartholomäus. Seit Mitte des 12. Jahrhunderts betrieb Kaiser Barbarossa den Ausbau des von ihm kontrollierten Pleißenlandes, wobei sich Schloss Altenburg zur bedeutenden Königspfalz entwickelte. Gemäß Schenkungsurkunde vom 11. Februar 1215 übergab Friedrich II. das Kirchenpatronat der Bartholomäikirche den Augustiner-Chorherren.
Georg Spalatin war hier Pfarrer und wurde in der Kirche beerdigt.

## Baugeschichte

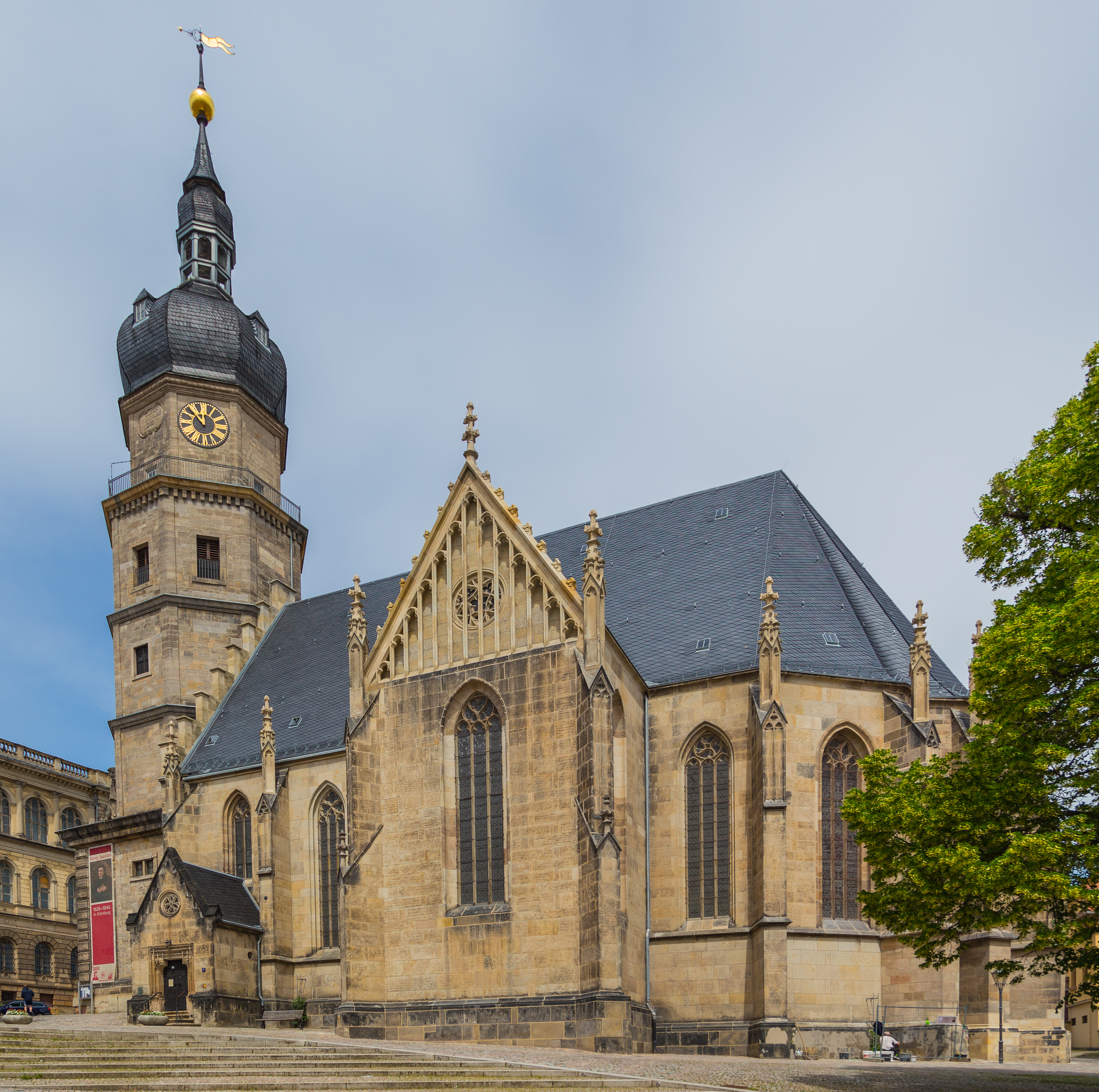
Südostansicht mit dem neugotischen Querhaus

Der romanische Vorgängerbau war ein Saal mit gleich breitem Querwestturm, eingezogenem Chor und der Apsis aus Sandstein-Quadern. Im Mittelpunkt des romanischen Langhauses stand das Taufbecken auf einem Stufenunterbau. Die Krypta, an die sich östlich eine halbrunde Apsis anschließt, wurde im zweiten Drittel des 12. Jahrhunderts nachträglich seitlich an die Südwand des Chores angefügt. Mit dem Bau einer gleichartigen Krypta nördlich des Chores wurde begonnen. An der Nordwand befinden sich zwei vermauerte Rundbögen, die als Übergang zu dem nicht ausgeführten Mittelteil der Krypta vorgesehen waren. Stadtkirchen besaßen keine stattliche Krypta, wohl aber Stifts- und Klosterkirchen. Vermutlich sollte die Pfarrkirche in eine Stiftskirche umgewandelt werden. Stattdessen wurde östlich der Stadt von Friedrich I. das Augustinerkloster Unser Lieben Frauen auf dem Berge vor Altenburg gestiftet. Von dem Backsteinbau stehen nur noch die beiden Türme der Marienkirche als Wahrzeichen der Stadt Altenburg.
Die 1443 vollendete Kirche wurde mehrmals umgestaltet und die alte zweitürmige Westanlage der Vorgängerkirche in den Neubau einbezogen. Nachdem einer der beiden mittelalterlichen Türme eingestürzt war, wurde auch der zweite abgebrochen und 1660–1669 ein mittiger Barockturm erbaut. 1872 wurde der Dachreiter der Kirche abgebaut. Während des Barocks wurden Anbauten errichtet, die 1876–1878 wieder beseitigt wurden. 1876–1878 wurde die ehemalige Sakristei zum südlichen Querhaus umgestaltet, allerdings zunächst unvollständig. Die Dachtraufe des zweigeschossigen Anbaus hatte niedriger gelegen, als die des Kirchendaches. Nun wurden Traufenhöhen und Fensterformen denen des Kirchenschiffs angeglichen und der obere Sakristeiraum durch einen hohen Spitzbogen zum Schiff hin geöffnet. Er war wohl als Empore für den Sängerchor vorgesehen. Das Netzgewölbe wurde aus dem unteren Raum herausgenommen über dem oberen wieder eingebaut, fast auf Höhe der Schiffsgewölbe. 1878–1881 wurden steinerne Emporen und auf der Nord- und Südseite Portalvorhallen im Stil der Neugotik errichtet.
Bei der Rekonstruktion der Kirche zwischen 1981 und 1989 wurde der Umbau zum Südquerhaus zu Ende geführt: Die Zwischendecke der Sakristei wurde entfernt und ihr Fußboden vertieft, um die freigelegte Krypta zu erreichen. Die Seitenemporen wurden abgebrochen und die Anbauten aus der Barockzeit an der Süd- und der Nordseite entfernt, außerdem wurde eine Heizungsanlage eingebaut.

## Baubeschreibung

### Kirchenschiff
Die dreischiffige, sechsjochige Hallenkirche mit einem 5/12-Chorpolygon zwischen unregelmäßigen Seitenschiffsabschlüssen und der Dachstuhl stammen aus der Erbauungszeit.

### Turm
Der barocke Turm hat einen zum Teil noch romanischen Unterbau, der an den Ecken mit Bossen versehen ist. Darüber befinden sich drei oktogonale Obergeschosse. Das vierte, stark eingezogene Geschoss, in dem sich die Türmerwohnung befindet, ist ebenfalls achteckig und hat einen offenen Umgang. Darüber erhebt sich die Haube mit einer Laterne. Von den vier monumentalen Engelsfiguren auf den Ecken des Unterbaus, die mit ihren ausgestreckten Armen den Turm symbolisch stützen sollen, sind nur noch drei erhalten. Im Erdgeschoss des Turmes befindet sich seit 1853 die achteckige, gewölbte Taufkapelle. Ein neues Turmportal wurde 1905 geschaffen.

### Krypta
Die niedrige Krypta hat ein Kreuzgratgewölbe und eine halbrunde Apsis. Der von vier Dreiviertelsäulen umgebene Mittelpfeiler hat einen quadratischen Kern. Zwei der Säulenkapitelle sind mit Ornamenten versehen. Das Gewölbe beginnt an der Nord- und der Südwand oberhalb von Halbsäulen, an der Westwand und in den Ecken oberhalb von Konsolen. Die Krypta wurde bis ins 17. Jahrhundert als Grabstätte genutzt. Später war sie unzugänglich und wurde erst 1843 wiederentdeckt. 1876 wurden die Gräber in der Krypta und im Kirchenschiff geräumt, um Platz für eine Heizungsanlage zu schaffen.

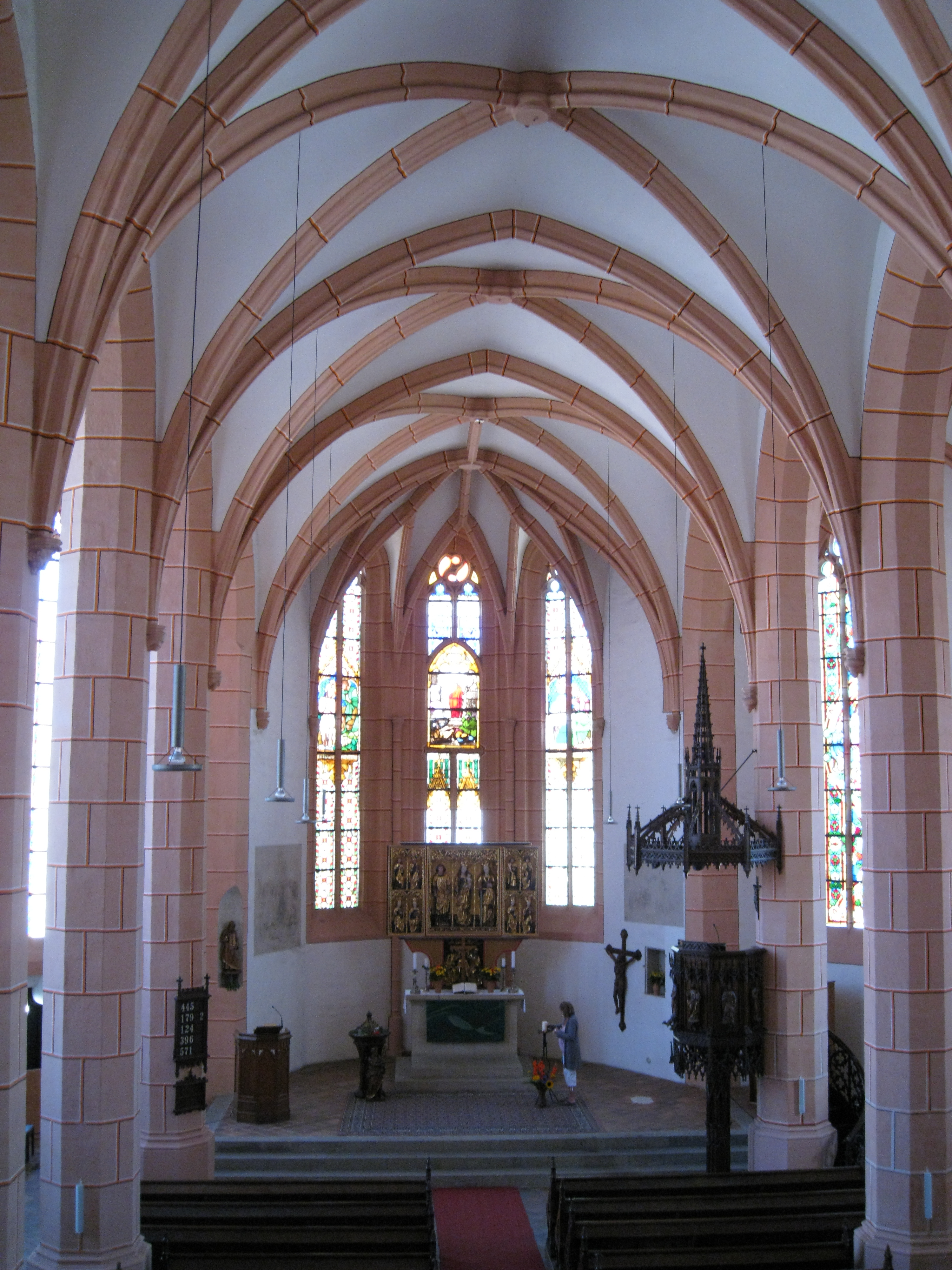
Altenburg St. Bartholomäi Chor

### Innenraum
Die drei Schiffe sind durch tief herabgezogene Arkaden getrennt. Die achteckigen Langhauspfeiler haben keine Kämpfer und auch keine Kapitelle. Das Schiff trägt ein Kreuzrippengewölbe, der Chor ein Sterngewölbe. Die Rippenansätze stehen auf Konsolen. Im Chorpolygon sind noch Reste mittelalterlicher Wandgemälde zu sehen.
1881 entstanden die Kanzel, das Taufbecken, das Kirchengestühl und der Orgelprospekt. Für die Orgel von Friedrich Ladegast wurde die steinerne Westempore gebaut.

### Fenster
Die Fenster an der Nord- und Südseite sind mit einfachem spätgotischem Maßwerk gestaltet. Die Maßwerkfenster an der Nord- und der Ostseite sind größtenteils im Original erhalten, an der Südseite wurden sie im 19. Jahrhundert rekonstruiert. Das Maßwerk im Chor erhielt um 1900 Bleiglasfenster. Im Mittelfenster ist die Auferstehung Jesu Christi, im nördlichen Fenster die Taufe Jesu zu sehen. Das südliche Fenster im Chorraum hat das Abendmahl zum Inhalt. Das Fenster auf der Südseite zeigt Jesus bei Maria und Martha.

### Altar
Vom damaligen Altar sind noch die Figuren vom gekreuzigten Christus, von Moses und Johannes dem Täufer im Chorraum vorhanden.
Im Altarraum wurde der 1988–1990 restaurierte Flügelaltar (um 1510/1520) aus der Kirche St. Laurentius in Buchheim bei Eisenberg aufgestellt. Der geöffnete Schrein des dreiteiligen, geschnitzten Altarretabels hat ein Marienbildnis als zentrale Figur, den heiligen Laurentius von Rom, den Schutzpatron der Buchheimer Kirche und die heilige Lucia. Die Predella zeigt die Krönung Mariens, es war einst das Hauptbild eines spätgotischen Altarschreins in der Kirche zu Kauern bei Ronneburg. Die Figur des heiligen Bartholomäus im Flügel trägt als Zeichen seines Martyriums ein Messer in der Hand.

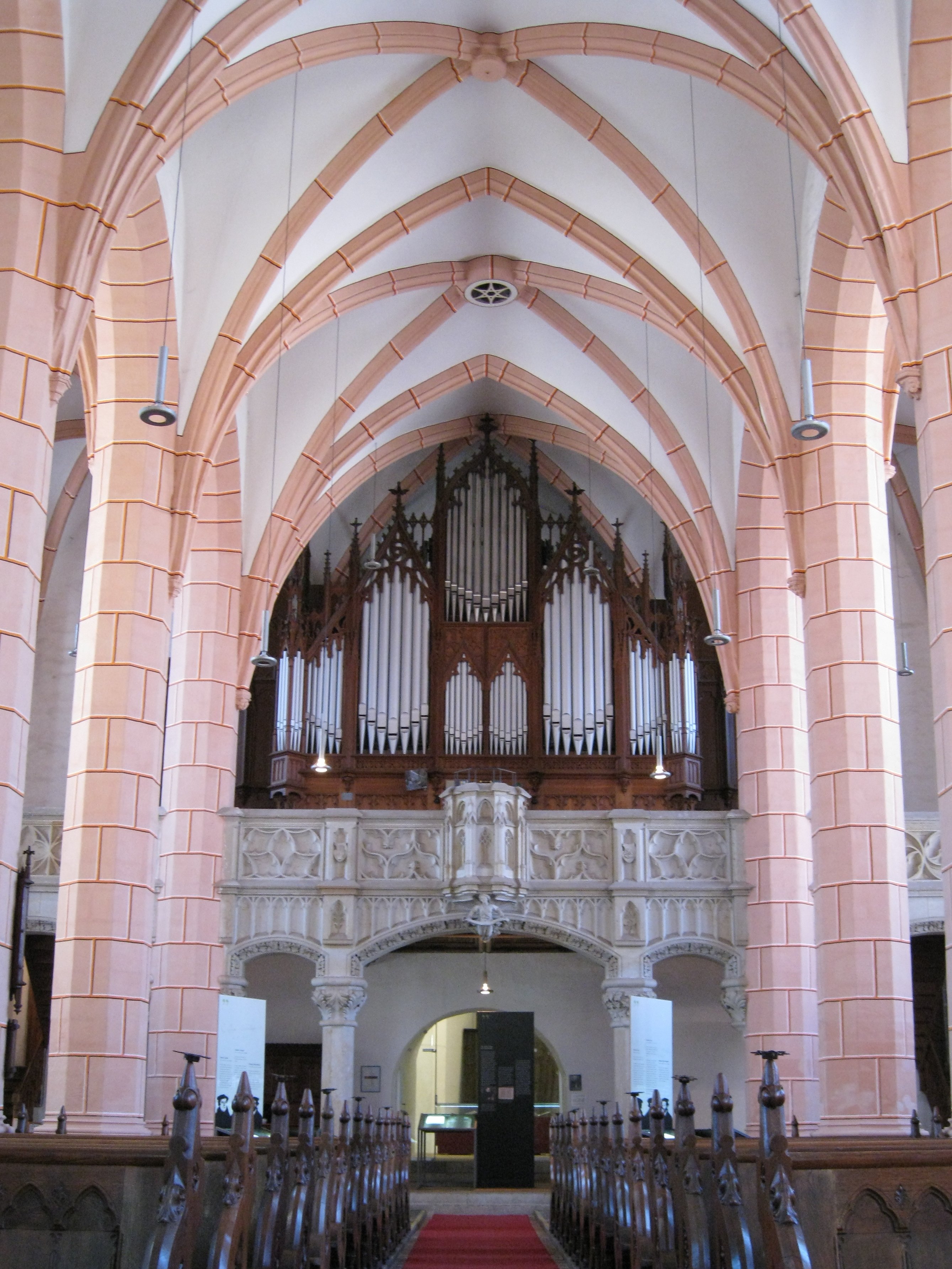
Altenburg St. Bartholomäi Orgel

### Orgel
Einen Hinweis auf eine Orgel in der St.-Bartholomäi-Kirche gab es um 1505. Mit der Reformation in Altenburg hatte die evangelische Kirchenmusik einen deutlichen Aufschwung. 1573–1574 erhielt die Kirche nach Abbruch der alten Orgel eine neue. Diese wurde 1770–1782 durch einen Orgelneubau ersetzt. Die jetzige Orgel von Friedrich Ladegast wurde seit ihrer Einweihung 1881 mehrmals umgebaut und erweitert. Sie hatte zunächst 39 klingende Stimmen auf drei Manualen und ein Pedal. 1905/09 wurde sie mit einem Register erweitert. Die 1917 zu Kriegszwecken ausgebauten Prospektpfeifen des Hauptwerkes wurden 1919 durch Zinkpfeifen ersetzt. 1922 wurde für die Orgel im Deckengewölbe eine Öffnung vorgesehen, damit die Musik wie aus weiter Ferne klingt. 1949 wurde die Orgel umdisponiert. 1989–1990 wurde sie generalüberholt und kann nun mit 44 klingenden Registern mit 2554 Pfeifen bespielt werden.
- I Hauptwerk, C–f3: Principal 16′, Principal 8′, Gedackt 8′, Octave 4′, Gemshorn 4′, Pommer 4′, Quinte 2 2⁄3′, Octave 2′, Blockflöte 2′, Terz 1 3⁄5′, Cimbel III 1⁄2′, Mixtur IV 1 1⁄3′, Trompete 8′
- II Oberwerk, C–f3: Quintade 16′, Principal 8′, Gemshorn 8′, Rohrflöte 8′, Octave 4′, Gedackt 4′, Nasard 2 2⁄3′, Waldflöte 2′, Sesquialtera II 2 2⁄3′, Scharff IV 1′, Regal 8′, Tremulant
- III Brustwerk, C–f3: Quintade 8′, Rohrflöte 4′, Spitzflöte 2′, Quinte 1 1⁄3′, Sifflet 1′, Tremulant
- III Fernwerk, C–f3: Gedackt 8′, Flauto Traverso 8′, Geigenprincipal 4′, Octave 2′, Tremulant
- I Pedal, C–d1: Untersatz 32′, Principalbaß 16′, Subbaß 16′, Octavbaß 8′, Baßflöte 8′, Quintbaß 5 1⁄3′, Octavbaß 4′, Nachthorn 2′, Pedalmixtur IV 2′, Posaune 16′, Trompete 8′
- Koppeln: II/I, III/I, III (FW)/I, III/II, III (FW)/OW, I/P, II/P, III/P, III (FW)/P, Generalkoppel
- Nebenregister und Spielhilfen: 4 freie Kombinationen, Tutti, Walze, Handregister ab, Zungen ab, Manual 16' ab.

### Glocken
Das Geläut der St.-Bartholomäi-Kirche besteht aus drei Bronzeglocken. Die beiden älteren, die den Turmeinsturz 1659 überstanden hatten, wurden 1817 in der Glockengießerei Ulrich in Apolda umgegossen und mit einer weiteren Glocke ergänzt. Anfang 1942 wurden die zwei großen Glocken für Kriegszwecke abgegeben, die nach dem Zweiten Weltkrieg 1949 unversehrt wiedergefunden wurden.